# Arzano (Francie)
Arzano je francouzská obec v departementu Finistère v Bretani.

## Vývoj počtu obyvatel
Počet obyvatel

## Historické památky
- kostel Saint-Pierre-aux-Liens půdorysu latinského kříže
- kaple Saint-Laurent

## Partnerská města
- Arzano, Itálie